# Neve Shalom - Wahat as Salam
Neve Shalom - Wahat as Salam (en hébreu : נווה שלום, en arabe : واحة السلام ; « Oasis de paix ») est un village (communauté intentionnelle) situé dans le no man's land résultant de la Guerre israélo-arabe de 1948, et qui fut fondé en 1969 après la guerre des Six Jours. 
Il tire son nom du Livre d'Isaïe (32, 18) où il est dit « Mon peuple habitera dans un lieu de paix... ».

## Géographie
Ce village, créé en 1969, se trouve près de Latroun, sur une colline en bordure de la vallée d'Ayalon, sur le site de la première bataille de Latroun. Il est à égale distance de Jérusalem et de Tel-Aviv-Jaffa (environ 30 km).
L'altitude moyenne du village est de 282 m.

## Démographie
Il est habité par des citoyens israéliens juifs et arabes qui œuvrent pour l'égalité de droits et l'entente entre les deux peuples,.
Pour Ahmad Hijazi, Palestinien d'Israël et directeur du développement de cette communauté, c'est « un exemple, un modèle, la preuve que l'on peut vivre ensemble mais aussi une forme de protestation contre une politique ségrégative ». Mais « le dialogue est de plus en plus difficile. Chaque fois que nous faisons des propositions, nous sommes accusés d'être une cinquième colonne, de vouloir saper les fondements de l'État », ajoute Ahmad Hijazi. Aussi estime-t-il que « la seule solution est un État binational où chacun conserverait son identité propre ».

## Histoire

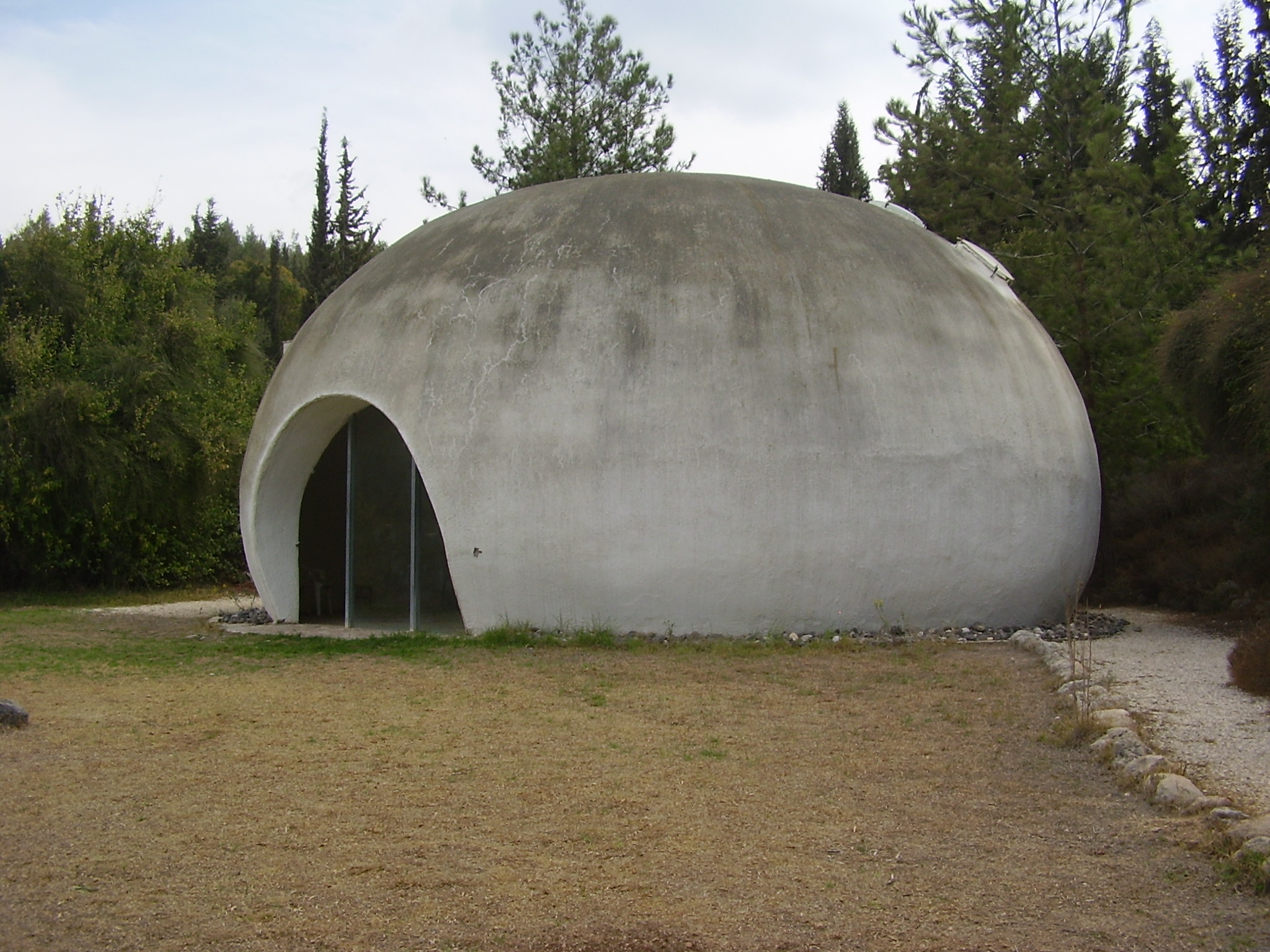
La maison du silence (Dumia), à Neve Shalom

Bruno Hussar, le fondateur, était un frère dominicain d'origine juive né en Égypte. L'abbaye de Latroun lui accorda pour une somme symbolique le droit de s'installer en ces lieux où se sont installées depuis une cinquantaine de familles (en 2006). D'autres sont sur liste d'attente et une autorisation récente devrait permettre la construction de 90 maisons supplémentaires.
Depuis 1979, une école bilingue offre aux enfants du village et des environs une éducation ouverte aux deux cultures. Une « École de la Paix » propose rencontres et séminaires aux jeunes comme aux adultes. 45 000 personnes y ont déjà participé, des entraînements à la gestion des conflits y sont proposés. Enfin, la « Doumia - Sakinah » est un centre spirituel pluraliste créé en mémoire de Bruno Hussar et ouvert à tout public qui peut trouver sur place une hôtellerie,.
En juin 2006, un grand concert de Roger Waters (Pink Floyd) qui devait initialement avoir lieu à Tel-Aviv a attiré plus de 40 000 personnes à Neve Shalom. À cette occasion, le célèbre rocker anglais a demandé à Israël de détruire le mur (tear down the wall) en cours de construction. Dans le communiqué de presse où il avait annoncé le déplacement de son concert, Waters écrivait : « La souffrance endurée par le peuple palestinien depuis quarante ans d’occupation israélienne est inimaginable pour nous qui vivons à l’ouest et je soutiens leur lutte de libération. J’ai fait changer le lieu du concert, qui aura lieu à Wahat al Salam / Neve Shalom en signe de solidarité avec les voix de la raison, palestiniennes ou israéliennes, qui cherchent une voie non-violente pour une paix juste ».

## Distinctions
Le village a reçu la médaille Buber-Rosenzweig en 1987, et le prix Niwano de la paix en 1993.

## Jumelage
Le village est jumelé avec :
- Novellara (Italie).